# Rudi Kirchhoff

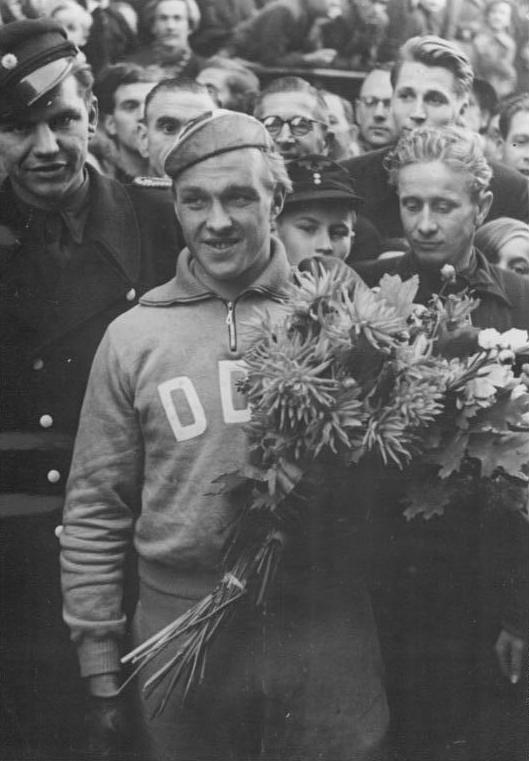
Rudi Kirchhoff als Etappensieger bei der „Friedensfahrt der Nationen“ 1951

Rudi Kirchhoff (* 13. Mai 1928 in Brandenburg an der Havel; † 26. Juli 2013 in Berlin) war ein deutscher Radrennfahrer.

## Leben
Kirchhoff erlernte den Beruf des Bäckers. Er kam 1950 nach Berlin und fand über die SG Einheit Berliner Bär, SG Semper Berlin und SC Einheit Berlin 1956 zum SC Dynamo Berlin. Er wurde 1956 Angehöriger der Deutschen Volkspolizei (DVP) und war 30 Jahre in der Verkehrsüberwachung tätig, zuletzt im Innendienst und mit dem Dienstgrad VP-Obermeister. Kirchhoff war in Berlin Verkehrspolizist, der am Alexanderplatz sein Revier hatte, und begleitete die Internationale Friedensfahrt auch als Polizist auf dem Motorrad.

## Sportliche Laufbahn
In den 1950er Jahren war Rudi Kirchhoff einer der erfolgreichsten Straßen-Rennfahrer der DDR. Allein viermal gewann er Rund um Berlin (1952, 1954, 1956 und 1958). Berlin–Leipzig gewann er 1951, Berlin–Angermünde–Berlin 1952. Das längste Radrennen in der DDR, Berlin-Cottbus-Berlin, konnte er 1952, 1954, 1956 und 1958 gewinnen. Cottbus–Görlitz–Cottbus konnte er 1955 für sich entscheiden.
Bei der DDR-Rundfahrt, bei der er insgesamt zehnmal startete, belegte er 1954 den dritten Rang in der Gesamtwertung. Zu seinen Palmares in diesem Jahr gehörte auch der Sieg bei der schweren Harzrundfahrt. Bei der Internationalen Friedensfahrt wurde er 1952 30. der Gesamtwertung. 1955 gewann Kirchhoff den Radklassiker Rund um die Hainleite und 1956 war er Teilnehmer an der Ägypten-Rundfahrt und erster DDR-Etappensieger bei diesem Rennen. Nationale Meistertitel errang er im Mannschaftsfahren auf der Straße in den Jahren 1950, 1953 und 1954. Kirchhoff siegte 1958 zum Saisonauftakt im Rennen Berlin–Bad Freienwalde–Berlin. Er war insgesamt 18 Jahre als Radsportler aktiv.
Rennutensilien von Kirchhoff sind im Radsportmuseum Wünsdorf bei Berlin zu besichtigen. Nach dem Ende seiner aktiven Radsportlaufbahn war er Trainer bei Dynamo Weißensee.